# اريك ماثيوز
اريك ماثيوز (بالإنجليزية: Eric Matthews)‏ هو مغن مؤلف أمريكي، ولد في 12 يناير 1969 في كومبتون في الولايات المتحدة.

## وصلات خارجية
- الموقع الرسمي
- اريك ماثيوز على موقع IMDb (الإنجليزية)
- اريك ماثيوز على موقع ميوزك برينز (الإنجليزية)
- اريك ماثيوز على موقع أول ميوزيك (الإنجليزية)
- اريك ماثيوز على موقع ديسكوغز (الإنجليزية)